# Jamie Jones
Jamie Jones (n. 14 februarie 1988, Neath⁠(d), Țara Galilor, Regatul Unit) este un jucător galez de snooker. 
Jones a ocupat poziția a 29-a în lume în 2012. La vârsta de 14 ani, a fost cel mai tânăr jucător din toate timpurile care a realizat break-ul maxim, un record care a fost doborât de atunci de Judd Trump. La Campionatul Mondial de Snooker din 2012, el a atins primul său sfert de finală.